# Torneio de Roland Garros de 1975
O Torneio de Roland Garros de 1975 foi um torneio de tênis disputado nas quadras de saibro do Stade Roland Garros, em Paris, na França, entre 2 e 15 de junho. Corresponde à 8ª edição da era aberta e à 74ª de todos os tempos.

## Finais

### Profissional
| Categoria | Evento    | Campeã(s)(o/ões)                | Vice-campeã(s)(o/ões)       | Resultado          | Chave(s)  | Chave(s)       |
| --------- | --------- | ------------------------------- | --------------------------- | ------------------ | --------- | -------------- |
| Simples   | Masculino | Björn Borg                      | Guillermo Vilas             | 6–2, 6–3, 6–4      | principal | qualificatório |
| Simples   | Feminino  | Chris Evert                     | Martina Navrátilová         | 2–6, 6–2, 6–1      | principal | qualificatório |
| Duplas    | Masculino | Brian Gottfried Raúl Ramírez    | John Alexander Phil Dent    | 6–2, 2–6, 6–2, 6–4 | principal | principal      |
| Duplas    | Feminino  | Chris Evert Martina Navrátilová | Julie Anthony Olga Morozova | 6–3, 6–2           | principal | principal      |
| Duplas    | Misto     | Fiorella Bonicelli Thomaz Koch  | Pam Teeguarden Jaime Fillol | 6–4, 7–6           | principal | principal      |

### Juvenil
| Categoria | Evento    | Campeã(s)(o/ões)          | Vice-campeã(s)(o/ões) | Resultado     | Chave(s)  | Chave(s)       |
| --------- | --------- | ------------------------- | --------------------- | ------------- | --------- | -------------- |
| Simples   | Masculino | Christophe Roger-Vasselin | Peter Elter           | 6–1, 6–2      | principal | qualificatório |
| Simples   | Feminino  | Regina Maršíková          | Linda Mottram         | 6–3, 5–7, 6–2 | principal | qualificatório |